# Бандрівський Володимир Карлович
Бандрівський Володимир Карлович (2 січня 1892, м. Новий Торг – 23 травня 1949, м. Львів) – правник, журналіст, хормейстер, вчений-історик, мистецтвознавець, дипломат ЗУНР. 

## Життєпис
Народився у м. Новий Тарґ (Зх. Галичина) у родині фінансового урядника   К. Бандрівського (приятеля І. Франка) й Осипи з Крушельницьких, сестри співачки Соломії. Навчався у 5-класовій школі в Грибові (1898–1902), Академічній гімназії у Львові (1902–10), у Вищому музичному інституті у Львові (1903–08). Студіював право на правничих факультетах університетів м. Ґрац і Львів (1910–14). Керівник українського студентського хору “Бандурист“. 1914–15 навчався на філософському факультеті
Віденського університету. Розпочав публіцистичну та зовнішньо-політичну діяльність. Видавець часопису “Новітня література“ та “Шляхи“ (Львів, 1916–18). Виконував доручення СВУ в Стокгольмі (1917), Одесі й Севастополі (1918). Секретар дипломатичної (1919–20) та військово-санітарної (1920–21) місій УНР в Італії. Співпробітник
Кореспонденційного бюро УНР у Лозанні (осінь 1920). Керівник місії ЗУНР в Італії (1921–22) та місії УНР у Литві (1922–23). Член делегації ЗУНР на міжнародній конференції у Генуї (04.1922). Співробітник часопису “Український Прапор“ (Відень, 1920–23). Співробітник Політичного центру Західної України в Берліні (1924–31). Посередник Є. Петрушевича в контактах з німецьким урядом та радянськими дипломатами.
Закордонний кореспондент часопису “Рада“ (Львів, 1927). Наприкінці 1920-х побував у радянській Україні. У другій половині 1930-х переїхав на Закарпаття. Член редколегії часопису “Нова свобода“ (Ужгород, Хуст, 1938–39). Співробітник кооперативної установи в Сяноку (1939–41). Референт Ревізійного союзу українських кооператорів у Львові (1941–44). Лаборант (1944), м. н. с. (1945–46) відділу Інституту економіки АН УРСР у Львові, займався науковою діяльністю у сфері історії економіки.
Науковий працівник Львівського історичного музею (1946–49).
Помер і похований у м. Львів.